# شهرك وليعصر (دهلران)
شهرك وليعصر (بالفارسية: شهرک ولی عصر) هي قرية تقع في قسم دشت عباس الريفي (مقاطعة دهلران) في إيران. يقدر عدد سكانها بـ 942 نسمة بحسب إحصاء 2016.